# Little River, Victoria
Little River är en förort till Melbourne i Australien. Den ligger i kommunen Wyndham och delstaten Victoria, omkring 44 kilometer sydväst om centrala Melbourne. Antalet invånare är 1 393.
Trakten är tätbefolkad. Närmaste större samhälle är Lara, omkring 10 kilometer sydväst om Little River. 
Trakten runt Little River består till största delen av jordbruksmark. Genomsnittlig årsnederbörd är 939 millimeter. Den regnigaste månaden är juni, med i genomsnitt 128 mm nederbörd, och den torraste är januari, med 44 mm nederbörd.